# Венелин Петков
Венелин Петков е български журналист, познат на аудиторията като водещ на bTV Новините от 2000 г. до 2014 г. и главен продуцент и директор „Новини, актуални предавания и спорт“ на bTV.

## Биография
Роден е в Стара Загора през 1972 г. Завършва Езиковата гимназия „Ромен Ролан“ в Стара Загора (1991) и „Английска филология“ в Софийския университет „Св. Климент Охридски“.
Журналистическата му кариера започва през декември 1994 г. като редактор в отдел „Международна информация“ в БТА. През 1996 г. печели стипендия от фондация „Фулбрайт“ и отива в САЩ, за да продължи образованието си. Има магистърска степен по телевизионна и радиожурналистика от най-стария факултет по журналистика в света в Университета на Мисури (Колумбия). По време на следването си работи в местния филиал на телевизионната верига NBC, а също и във филиала на радио веригата NPR. След това кандидатства за стаж в CNN, където след това остава на работа като асоцииран продуцент. След завръщането си в България, през октомври 1999 г. започва работа в БНТ, където първо е репортер в „По света и у нас“, а от май 2000 г. – водещ на сутрешния блок на телевизията. Няколко месеца по-късно, през септември 2000 г., приема поканата на тогава създадената bTV и започва работа като репортер и водещ на bTV Новините в партньорство с Гена Трайкова.
Продуцент е на рубриката „bTV Документите", която стартира в началото на 2007 г. В нея влизат документални филми като „Бетонни градини“, „България – следите на терора“, филмът „Възродените – 20 години по-късно“ и, излъченият през 2014 г. филм на журналиста Иван Георгиев, „Македония – последният проект на Коминтерна“.
Носител е на престижната американска награда за телевизионна журналистика „Пийбоди“ (Peabody Award) с документалния филм „Пътуване в Афганистан: Опиум и рози“ (2007). Наградата „Пийбоди“ е една от най-престижните награди за телевизионни и радио предавания в САЩ. Във филма се разказва за около 3 млн. души, които правят опиум, което прави 12% от населението на Афганистан, а приходите от продажба са над 3 милиарда годишно, което е ⅓ от брутния вътрешен продукт на страната. Във филма Венелин Петков разказва за един немски агроном, който през 2004 г. стартира отглеждането на български рози в долината Даринур, като начин за борба с отглеждането на мак и производството на опиум.
Слиза от екрана на bTV Новините като водещ, за да поеме поста на директор „Новини, актуални предавания и спорт“ на bTV от февруари 2014 г. до декември 2020 г.. На негово място застава Антон Хекимян.
Активно участва в актуални предавания на българските медии, коментирайки политически и социални теми.Член на борда на директорите на антикорупционния фонд. Има връзка със спортната журналистка Николета Маданска. Имат двама сина.

## Награди
- Приз за цялостно отношение към езиковата култура, 2016 г. – Център за анализ на политическата и журналистическата реч, Софийски университет „Св. Климент Охридски“
- Първа награда в раздел „Документални филми, посветени на околната среда“ – Фестивал „Зелена вълна – 21 век“, Кърджали, 2012 г. за „Чиста вода“ – „bTV Репортерите“ (15 мин.), bTV 2012 г.
- Награда „Пийбоди“ (Peabody Award), 2008 г. – Университет на щата Джорджия (САЩ) за „Пътуване в Афганистан – опиум и рози“, bTV 2007 г.
- Фестивал „Златната ракла“ – официална селекция, 2008 г. за „Пътуване в Афганистан – опиум и рози“, bTV 2007 г.
- Годишна награда на Съюз на българските журналисти, София, 2007 г. за „Пътуване в Афганистан – опиум и рози“, bTV 2007 г.
- Награда „Сребърен бор“ за най-добър спортен филм – МЕФЕСТ (Сърбия), 2007 г. за „Озеки Котоошу“ – „bTV Репортерите“ (26 мин.), bTV 2006 г.
- Награда „Офицър“ за цялостно творчество, 2006 г. – Министерство на отбраната на България
- Награда „Робер Шуман“, 2006 г. – Делегация на ЕК в София (понастоящем Представителство на Европейската комисия в България) за „София – Виена“ – „bTV Репортерите“ (26 мин.), bTV 2005 г.
- „Гран При“ за новини и документални филми – международен фестивал в Албена, 2003 г. за „Един войник – една армия“ – документална поредица, bTV 2002 г.